# Пјепасо (Алесандрија)
Пјепасо је насеље у Италији у округу Алесандрија, региону Пијемонт.
Према процени из 2011. у насељу је живело 198 становника. Насеље се налази на надморској висини од 134 м.